# Corrado (conduttore televisivo)
Corrado Mantoni, in arte Corrado (Roma, 2 agosto 1924 – Roma, 8 giugno 1999), è stato un conduttore televisivo, autore televisivo, conduttore radiofonico e paroliere italiano.
Fu presentatore e autore di molti dei più noti programmi televisivi italiani a partire dagli anni cinquanta, divenendo una presenza costante del piccolo schermo e uno dei personaggi televisivi più apprezzati di sempre. È per questo considerato uno dei padri fondatori della televisione in Italia, insieme a Mike Bongiorno. Nel 1974 fu il conduttore della 24ª edizione del Festival di Sanremo.
Prima che in televisione, fu molto attivo in radio, dove lavorò per oltre quarant'anni, divenendo anche qui uno dei personaggi più popolari (fu lui ad esempio che annunciò eventi storici come la fine della seconda guerra mondiale o la vittoria della repubblica al referendum del 2 e 3 giugno 1946).
Svolse, pur se con minore intensità, anche l'attività di attore e doppiatore, sulla scia del fratello maggiore Riccardo, con il quale per anni condivise anche lo pseudonimo Corima (ottenuto dalle iniziali dei loro nomi e cognome, in seguito utilizzato solo da Corrado), con il quale firmò molti dei suoi più famosi show radiofonici e televisivi.

## Biografia

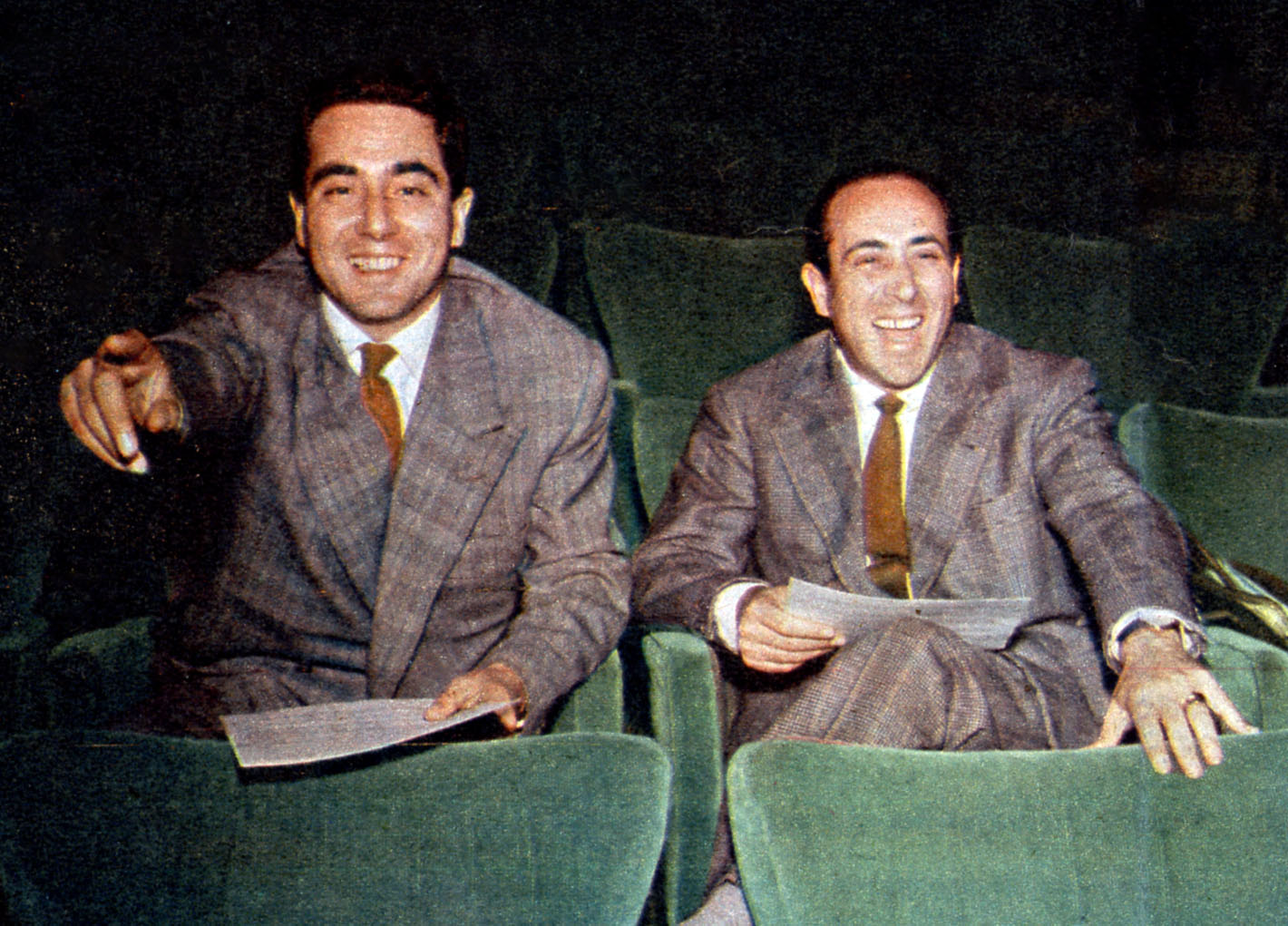
Corrado con il fratello Riccardo Mantoni, regista di molti programmi di Radio Rai

### Gioventù ed esordi
Nacque a Roma il 2 agosto 1924 da genitori di origine marchigiana (provenivano da Fano, in provincia di Pesaro e Urbino); il padre Primo (1885-1969) era tipografo e pubblicista e la madre Olga (1893-1986) era maestra di scuola elementare. Dopo avere conseguito la maturità al liceo classico Mamiani di Roma, si iscrisse alla facoltà di Giurisprudenza della Sapienza mentre infuriava la seconda guerra mondiale.
Dopo la liberazione di Roma (4 giugno 1944) Mantoni entrò nell'organico della radio alleata in Italia, gestita dallo Psychological Warfare Branch (PWB). Dalla radio alleata passò alla radio italiana. In estate l'EIAR emise un bando di assunzione per giovani aspiranti giornalisti. Fu il primo contratto di Corrado in quella che poi divenne la Rai. Il 9 maggio 1945, fu proprio la sua voce a interrompere le trasmissioni e annunciare via radio la resa dell'esercito tedesco agli alleati e la fine della seconda guerra mondiale in Europa. Grazie alla buona cultura e all'ottima dizione, venne scelto come annunciatore, e diffuse altre notizie storiche, come la nascita della Repubblica e la morte di Trilussa (1950). Collaboratore dei cinegiornali dell'epoca, lavorò al fianco di giornalisti come Luca Di Schiena e Sergio Zavoli. Parallelamente alla carriera radiofonica, mosse i primi passi come attore e doppiatore, seguendo le orme del fratello Riccardo. In poco tempo si affermò grazie alla sua eleganza e ironia. Come nome d'arte scelse "Corrado", suggeritogli da Carlo Romano, anch'egli attore e doppiatore. Da questa sua scelta di utilizzare il solo nome (senza cognome) derivò il soprannome "lo scognomato", datogli da Totò nella scenetta Premio Nobel della serie Tutto Totò.

### Anni cinquanta
Grazie alla sua popolarità, nel 1949 venne scelto come primo presentatore a comparire in TV, alla Triennale di Milano. Portò nel 1953 sul grande schermo il suo personaggio di divo dello spettacolo nel film Café Chantant. In quegli anni si sposò con Luciana Guerra, dalla quale ebbe un figlio, Roberto, e dalla quale divorziò nel 1972, anno in cui iniziò la relazione con la sua futura seconda moglie, Marina Donato (1949-2025).
Negli anni cinquanta, per un decennio, Corrado fu l'unico presentatore ufficiale, categoria nata con lui, della radio italiana. Conduttore brillante, si avvaleva di autori come Ettore Scola. Fu Corrado a scoprire e lanciare Alberto Sordi. Lavorò con Nino Manfredi e definì "reuccio della canzone italiana" Claudio Villa. Portò i suoi spettacoli nelle piazze e nei teatri italiani. Nella sua compagnia vi furono, fra gli altri, Alberto Talegalli, Nilla Pizzi, Tino Scotti, Oreste Lionello, Teddy Reno, Mario Scaccia, Fiorenzo Fiorentini. Partecipò inoltre a molti film, interpretando se stesso per Luchino Visconti e altri famosi registi, lavorando anche con Marcello Mastroianni, Aldo Fabrizi e Walter Chiari. Fra i successi radiofonici vi fu Oplà, in cui sostituì Mario Riva e ne fu subito indicato come erede, per rivelarsi poi nella conduzione del programma considerato il padre dei varietà radiotelevisivi italiani: Rosso e nero.

### Anni sessanta

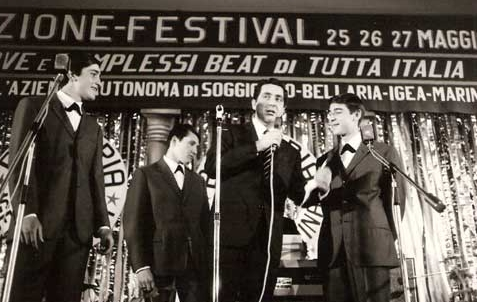
Corrado con il Trio Junior al Festival di Bellaria nel 1967

Corrado con Don Jaime de Mora y Aragón nel 1960

Passò in televisione prima degli anni sessanta, presentando Un due tre nel 1955 e Music Hall nel 1956, al sabato sera. La TV trasmise sperimentalmente i suoi programmi radiofonici, tra cui lo storico Rosso e nero, in cui aveva come valletta Sophia Loren, e ospitò tra gli altri Danny Kaye e Gregory Peck. Presentò, dal 1953, le prime edizioni del Festival della canzone siciliana trasmesse in TV dal 1954 dalla Rai, a cui parteciparono Gino Latilla, Carla Boni e tanti artisti, come documenta l'Istituto Luce ne La Settimana Incom. Divenne il conduttore ufficiale delle più importanti manifestazioni italiane: concerti, premiazioni, tredici edizioni di Miss Italia. Condusse numerose trasmissioni, di cui alcune entrate di diritto nella storia della televisione, fra cui L'amico del giaguaro e Controcanale, in cui lavorò con Guglielmo Zucconi ed ebbe come partner Abbe Lane e l'orchestra di Xavier Cugat. Nel 1964 iniziò, in contemporanea, a lavorare per la TV della Svizzera italiana con Un'ora per voi, trasmissione per gli emigrati di cui condusse venti edizioni. Nel 1965 presentò La prova del nove, abbinata alla Lotteria di Capodanno. A seguire: Il tappabuchi (1967), con Raimondo Vianello, Su e giù (1968), A che gioco giochiamo? (1969); queste ultime trasmissioni furono anche scritte e ideate da Corrado.

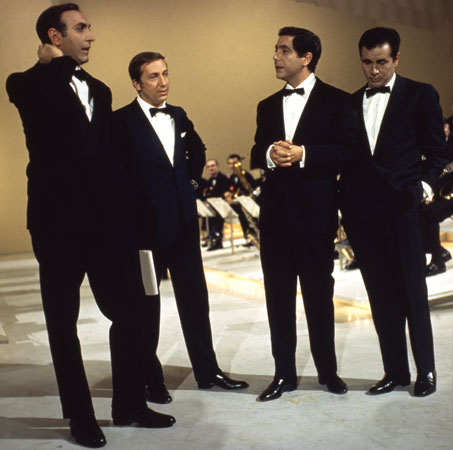
Pippo Baudo, Mike Bongiorno, Corrado ed Enzo Tortora a Sabato sera nel 1967

### Anni settanta
Presentò Canzonissima nel 1970 e nel 1971, lanciando Raffaella Carrà. Il sodalizio artistico con la show-girl, che Corrado contribuì a render popolare, si ricostituì per volontà di lei nel 1982 per la terza edizione di Fantastico, la cui finale, da lui presentata in diretta, è una delle ultime con il massimo ascolto raggiunto. Per questa trasmissione Corrado ricevette a Chianciano il premio della Critica Radiotelevisiva come miglior presentatore televisivo.
Condusse il Festival di Sanremo 1974, dove fu affiancato da Gabriella Farinon, nonché sei edizioni di Un disco per l'estate dal 1966 al 1975. Ideò, scrisse e condusse per tre edizioni, dal 1976, Domenica in, trasmissione per la quale raggiunse punte, mai più eguagliate, di 18 milioni di spettatori, e per la quale ricevette un Telegatto già nel 1977. Corrado dimostrò anche le proprie capacità nella recitazione, grazie alle scenette in cui fece di volta in volta da spalla, in diretta, ad attori quali Klaus Kinski, Georges Descrières, Robert Powell, Vittorio Gassman, Arnoldo Foà; ospitò artisti come Sergio Leone, cantanti come Franco Califano, Domenico Modugno, i Matia Bazar, i Village People, i Pooh, cantautori, allora emergenti, come Stefano Rosso, Rino Gaetano, Pino Daniele, Pierangelo Bertoli, Bonnie Tyler, Nicolette Larson, gruppi cult come i Kraftwerk, introdusse eventi culturali nell'intrattenimento puro, come un angolo settimanale della novella: ricordiamo ad esempio la lettura di Ferruccio De Ceresa tratta da La boutique del mistero di Dino Buzzati; Corrado ospitò le compagnie teatrali, per la prima volta in studio, e attori, come Carmelo Bene, Laura Betti, Gabriele Lavia, Nando Gazzolo, ballerini come Elettra Morini, artisti trasgressivi come Leopoldo Mastelloni, Tony Cucchiara, chansonniers come Herbert Pagani, divulgatori scientifici come Piero Angela e tanti altri. Lanciò da questa trasmissione, in Italia, Julio Iglesias e, soprattutto, rimane storica la sua intervista al dottor Christiaan Barnard, chirurgo che eseguì il primo trapianto cardiaco su un uomo.

#### L’incidente con Dora Moroni
La notte del 13 luglio 1978, insieme alla sua compagna Marina Donato e alla soubrette Dora Moroni, Corrado stava ritornando a Roma da Civitavecchia, dove il Rally canoro aveva fatto tappa. Mentre stava percorrendo l’autostrada Roma-Civitavecchia, la sua Lancia Gamma 2500 berlina uscì di strada in una curva in corrispondenza di Santa Marinella e si scontrò contro il guardrail. Corrado riportò una frattura del collo del femore destro, guarita in 40 giorni, mentre gravissime risultarono le condizioni della Moroni: la donna infatti, venne sbalzata fuori dall’abitacolo e fu ricoverata in ospedale rimanendo in coma per due mesi. Ne uscì invece illesa Marina Donato.
Corrado condusse con successo, anche dopo l'incidente automobilistico, la sua terza edizione di Domenica in. Nel giugno del 1979, in un'intervista rilasciata a Panorama, il presidente della Rai Paolo Grassi attaccò entrambi i programmi domenicali pomeridiani, sia quello di Corrado sia quello concorrente L'altra domenica di Renzo Arbore: ambedue verranno sostituiti nella stagione 1979-1980. Grassi, pur riconoscendo Corrado come buon professionista, lo criticò per la quantità oraria di esposizione e giudicò i varietà televisivi un fatto di "cretineria". Corrado rispose, nella sua ultima trasmissione, puntualmente ma signorilmente a Grassi senza nominarlo, e lasciò definitivamente Domenica in. Le parole di questa risposta da parte di Corrado furono:
"Ci dispiace di aver appreso l'opinione che sembra sia stata espressa da un altissimo dirigente televisivo ("Domenica in?! Trovo che parlare al pubblico come parla Corrado per tutte quelle ore sia un fatto di cretineria") . Beh, se questo fosse vero, ma io non voglio crederci, io... io penso che l'immenso, meraviglioso pubblico che ci ha seguito per ben tre anni, sappia benissimo distinguere, da solo e intelligentemente, quali sono le vere cretinerie."
Continuò a scrivere, tra il 1980 e il 1981, per la Rai Buonasera con... Rossano Brazzi (Rete 2) e a presentare La mia voce per la tua domenica (Rai Radio 1), Corradodue (Rai Radio 2), Il barattolo (Rete 2), Gran Canal (Rete 2).

### Anni ottanta e novanta

Raffaella Carrà e Corrado a Fantastico 3 (1982)

Dall'aprile 1982 Corrado iniziò a collaborare col gruppo Fininvest, poi divenuto Mediaset e ne inaugurò gli studi di Roma. Corrado tuttavia condusse ancora per la Rai Fantastico, su richiesta di Raffaella Carrà, allora ancora showgirl: la finale in diretta raggiunse 27 milioni di spettatori. Tra i suoi programmi più celebri sulle emittenti di Berlusconi sono da ricordare Il pranzo è servito e La corrida: quest'ultimo remake televisivo della fortunata omonima trasmissione radiofonica condotta e ideata dallo stesso Corrado dalla fine degli anni sessanta fino alla fine degli anni settanta sul Secondo Programma (l'odierna Rai Radio 2) è considerato il suo cavallo di battaglia e ancora oggi (come anche Domenica in) è programmato e trasmesso dalla TV. Nel 2021 Rai 1 ripropone, di Corrado, anche Il pranzo è servito.
Subì un intervento alle corde vocali nel febbraio 1985 e un intervento ai polmoni all'inizio del 1990: quest'ultimo intervento lo costrinse a cedere il posto nella conduzione de Il pranzo è servito a Claudio Lippi. Tutti questi problemi di salute sono stati brevemente elencati dallo stesso Corrado durante la trasmissione I tre tenori del 1998. Nel 1986 interpretò sé stesso in Love Me Licia, il fortunato telefilm con protagonista una giovanissima Cristina D'Avena.
La corrida fu programmata in tutte le stagioni, dall'estate fino alla grande sfida autunnale. In due edizioni (1995 e 1997) Corrado, presentandola, riuscì a vincere la guerra degli ascolti nel confronto con il varietà di Rai 1 abbinato alla Lotteria Italia: i sorpassi furono storici e indussero la Rai a correre ai ripari e i critici a studiare il fenomeno. Non vanno poi dimenticate trasmissioni come Ciao Gente e Buona Domenica. È stato, oltre che l'ideatore di alcune fra le storiche trasmissioni della radio e della televisione, un talent scout: ha portato al successo Dario Ballantini, Neri Marcorè, senza contare le numerose soubrette che l'hanno affiancato nei 55 anni di carriera. Ideò il Rally canoro, che portò in giro per l'Italia, ove scoprì diversi talenti, fra cui Dora Moroni. Corrado è stato anche autore di quasi tutte le sue trasmissioni, per le quali, in tale veste, usava lo pseudonimo Corima (inizialmente acronimo di "Corrado e Riccardo Mantoni"). Fu il primo presentatore a diventare dunque anche autore dei propri testi e regista in campo dei propri programmi.

Corrado con Vittorio Marsiglia e la valletta Cinzia Petrini, il cast de Il pranzo è servito nella seconda metà degli anni ottanta

Nel corso della carriera ricevette numerosi complimenti da parte di celebri addetti ai lavori: venne stimato da Umberto Eco, che lo definì il Goffredo Mameli dei nostri tempi, lo showman che porta in TV il Paese reale; e disse, ancora, Eco: Corrado è l'Italia, perciò l'Italia lo ama. Corrado fu pure difeso da Indro Montanelli sul Corriere della Sera quando vi furono interpellanze parlamentari a causa della frase che pronunciò in TV, ovvero L'Italia è una repubblica fondata sulle cambiali.
Negli anni novanta condusse per sette anni consecutivi il Gran Premio Internazionale dello spettacolo, di cui rimane ancora il presentatore del maggior numero di edizioni. Indimenticabili i suoi duetti con Mike Bongiorno, suo amico rivale.
Il 27 giugno 1996, dopo 23 anni di convivenza, sposò in Campidoglio Marina Donato, la sua compagna di sempre, facendone la sua seconda moglie dopo Luciana Guerra.
Si congedò dalla conduzione televisiva durante l'ultima puntata della sua Corrida, il 20 dicembre 1997, quando recitò una poesia di commiato con gli occhi visibilmente lucidi, all'insaputa di tecnici, autori e produttori.
Nel 1998 venne ancora celebrato, invitato come ospite d'onore insieme a Mike Bongiorno e Raimondo Vianello, come uno dei tre maggiori pionieri della televisione italiana, con la serata dal titolo I tre tenori, condotta da Maurizio Costanzo ed Enrico Mentana.

### Morte
Accanito fumatore, Corrado morì l'8 giugno 1999, a 74 anni, nella clinica Villa Margherita di Roma, dove era ricoverato da qualche settimana per un peggioramento della malattia - carcinoma del polmone - che gli era stata diagnosticata a gennaio. È sepolto nel cimitero Flaminio di Roma. Nel 2004 la città di Roma gli ha intitolato una via nella zona di Casale Nei (vicino a Porta di Roma).

## Filmografia

### Attore

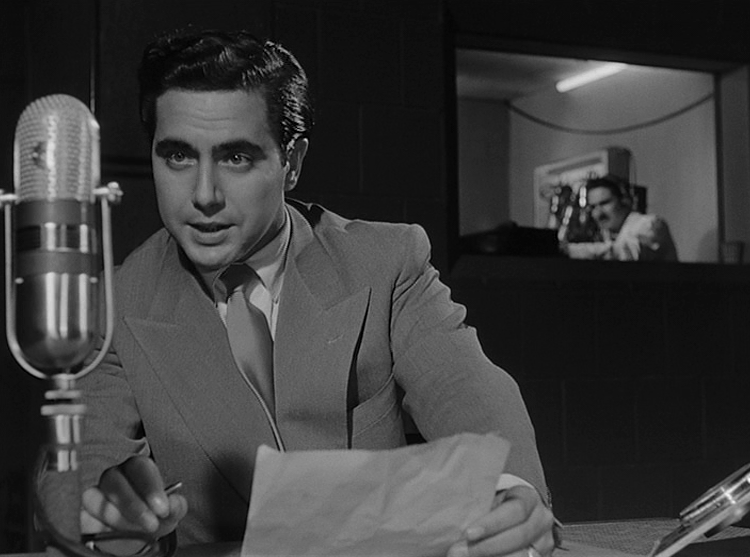
Corrado nel film Bellissima (1951) di Luchino Visconti

- Bellissima, regia di Luchino Visconti (1951) – cameo nel ruolo di se stesso
- L'eterna catena, regia di Anton Giulio Majano (1952) – cameo nel ruolo di se stesso
- Café Chantant, regia di Camillo Mastrocinque (1954) – nel ruolo di se stesso
- Tutto Totò – serie TV, episodio 1x08 (1967) - nel ruolo di se stesso
- Love Me Licia – serie TV (1986) - cameo nel ruolo di se stesso
- I.A.S. - Investigatore allo sbaraglio, regia di Giorgio Molteni – film TV (1999) - postumo

### Narratore
- Tra Scilla e Cariddi – documentario (1948)
- Sciara – documentario (1953)
- Nasce un campione, regia di Elio Petri – cortometraggio (1953)
- Sexy, regia di Renzo Russo – documentario (1962)
- Gli italiani e le donne, regia di Marino Girolami (1962)
- La vita provvisoria, regia di Vincenzo Gamna, Enzo Battaglia e Hervé Bromberger (1962)
- La donna degli altri è sempre più bella, regia di Marino Girolami (1963)
- Le motorizzate, regia di Marino Girolami (1963)

## Doppiaggio
- Voce narrante in Le motorizzate, La donna degli altri è sempre più bella, Sexy, La signora Miniver
- Robert Alda in Omicidio
- Richard Carlson in Le miniere di re Salomone
- Scott Forbes in Tortura
- King Donovan in Cantando sotto la pioggia
- Nino Manfredi in La domenica della buona gente
- Gianni Baghino in Ricordati di Napoli
- James Brown in Le avventure di Rin Tin Tin (prima edizione)

## Spettacoli e tournée
- Rosso e nero nei teatri italiani (anni cinquanta)
- Cinquemila lire per un sorriso divenuto in seguito Miss Italia (1950-1960)
- Premio di pittura estemporanea di Montopoli (1950)
- Festival di Bellaria (1963)
- Gran Premio Cinzano al Palazzo dello Sport di Pesaro (1963)
- Festival di Genova dalla Sala Primavera di Genova (1968)
- Rally canoro, (1970 - 1982) (trasmesse alcune serate in diretta e in differita dalla Rai e da Radio Monte Carlo)
- Fiera Millenaria di Gonzaga Cerimonia di premiazione (1973)
- Uomo ! - Una storia che il mondo ha dimenticato - musical sullo stile di Jesus Christ Superstar (1975) (trasmesso in TV dalla Rai)
- Superspettacolo show natalizio di beneficenza per gli orfani (49 edizioni) al Villaggio Don Bosco di Tivoli (1949-1998)

## Radio
Trasmissioni
- annunciatore ufficiale delle edizioni principali del Giornale Radio (1944)
- Realizzatore e doppiatore di inchieste e servizi giornalistici (con Luca Di Schiena, Sergio Zavoli) (1945-1950)
- Radio Naja (1945)
- Sorella Radio (1945-1960)
- Oplà (1949)
- La catena della fraternità (1951)
- Rosso e nero (1951-1954)
- Caccia al tesoro (1954)
- Corrado fermoposta (1955)
- Corrado otto e mezzo (1956)
- Spettacolo del mattino, condotto con Virna Lisi, (1956)
- Rosso e nero n° 2 (1957)
- Il successo (1957)
- Due parole e tanta musica (1957)
- Il Caffè dei vecchi amici con la partecipazione di Milly (1957-1958)
- Programmissimo (1958)
- La trottola (1958-1963)
- Presentazione del 'Decennale della Costituzione italiana'. Roma, Altare della Patria. Con discorso commemorativo del presidente del consiglio on. Adone Zoli (23 febbraio 1958)
- Il traguardo degli assi campionato per cantanti presentato con Antonella Steni (1959)
- Il pomo della discordia (1959)
- Il buttafuori, rassegna di dilettanti a cura di Luciano Rispoli, presentata da Corrado (1960)
- Sala convegno rivista di Sergio D'Ottavi in collaborazione con le Forze Armate (1960-1961) Programma Nazionale
- Disco magico (1961)
- La corrida (1968-1977)
- Rally canoro, in diretta su Radio Monte Carlo (1970-1982)
- Che passione il varietà (1974)
- Secondo me (1974-1976)
- La mia voce per la tua domenica (1980)
- A. A. A. Corrado offresi Radio Monte Carlo (1979)
- Corradodue (1980-1981)

## Televisione

### Trasmissioni
- Triennale di Milano (trasmissioni sperimentali, 1949)
- Rosso e nero (Programma Nazionale, 1954)
- Festival della canzone siciliana (Programma Nazionale, 1954-1957)
- Miss Italia (Programma Nazionale, 1954-1958, 1964; Rete 1, 1979)
- Un due tre (Programma Nazionale, 1955)
- Music Hall (Programma Nazionale, 1956)
- Festival della canzone di Vibo Valentia (Programma Nazionale, 1956)
- Sei giorni della canzone (Programma Nazionale, 1958, 1960-1961)
- Vecchi amici (Programma Nazionale, 1960)
- Controcanale (Programma Nazionale, 1960-1961)
- Eurovision Song Contest (Programma Nazionale, 1961) Commentatore
- L'amico del giaguaro (Programma Nazionale, 1961-1964)
- Gran Festival di Piedigrotta (Programma Nazionale, 1962)
- Festival di Bellaria (Secondo Programma, 1962-1967)
- Canzonissima (Programma Nazionale, finale in sostituzione di Dario Fo e Franca Rame, 1963, 1970-1971, 1971-1972)
  -  Canzonissima - Lotteria Italia (Programma Nazionale, 1963, 1970-1971, 1971-1972)
- Festival Nazionale delle Rose (Secondo Programma, 1964-1965)
- Cordialmente dall'Italia (Programma Nazionale, 1964)
- Volti della TV in passerella per il decennale delle trasmissioni (Programma Nazionale, 1964)
- Za-bum (Secondo Programma, 1964)
- Un'ora per voi (TSI, Svizzera, 1964-1979)
- Cantastampa (Programma  Nazionale: Taormina 1964, Trento 1968; la prima edizione, condotta sempre da Corrado nel 1963 da Rimini, non fu teletrasmessa)
- Chi canta per amore, chi per follia (Secondo Programma, 1965)
- La trottola (Programma Nazionale, 1965-1966)
- La prova del nove- Lotteria Italia (Programma Nazionale, 1965-1966)
- Un disco per l'estate (Programma Nazionale, 1966, 1970, 1972-1975; Secondo Programma, 1972-1975)
- Fede e avvenire (Programma Nazionale, 1966)
- Festival di Napoli (Programma Nazionale, Secondo Programma, 1967)
- Il tappabuchi (Programma Nazionale, 1967)
- Tutto Totò, nell'episodio Totò Premio Nobel (Programma Nazionale, 1967)
- Su e giù (Secondo Programma, 1968)
- A che gioco giochiamo? (Programma Nazionale, 1969)
- Appuntamento italiano (Programma Nazionale, 1972)
- Applaudiamoli insieme (Programma Nazionale, 1972)
- E perché no? (Programma Nazionale, 1972)
- Concerto per Napoli (Secondo Programma, 1972)
- Lo chiameremo 1973 (Programma Nazionale, 1972-1973)
- Lo chiameremo 1974 (Programma Nazionale, 1973-1974)
- Festival di Sanremo (Programma Nazionale, 1974)
- Serate del Rally canoro (Programma Nazionale, 1975; Rete 3, 1982)
- Domenica in (Rete 1, 1976-1979)
- Gran Canal (Rete 2, 1981)
- Fantastico 3 (Rete 1, 1982-1983)
  -  Fantastico 3 - Speciale Lotteria Italia (Rete 1, 1983)
- Il pranzo è servito (Canale 5, 1982-1990)
  -  La merenda è servita (Canale 5, 1984-1988) 
  -  1500 ma non li dimostra - Speciale Il pranzo è servito (Canale 5, 12 novembre 1988)
- Ciao gente! (Canale 5, 1983-1984)
- Black out (Canale 5, 1984, per la sola zona di Roma), prima trasmissione in diretta della rete, dal Teatro Giulio Cesare di Roma, in protesta per la sospensione dei programmi
- Buon Natale (Canale 5, 1984)
- Buon Anno (Canale 5, 1985)
- Buona Domenica (Canale 5, 1985)
- Capodanno al Grand Hotel (Canale 5, 1985-1986)
- La Corrida (Canale 5, 1986-1997)
- Gran Premio Internazionale dello Spettacolo (Canale 5, 1990-1996)
- Buon compleanno Canale 5 (Canale 5, 1990)
- Sorrisi - 40 anni vissuti insieme (Canale 5, 1991)
- I tre tenori (Canale 5, 1998)

Ultima apparizione in TV
- Carràmba! Che fortuna (Rai 1, 1998)[11][12]

Trasmissioni televisive e radiofoniche scritte da Corrado con lo pseudonimo Corima
- Rosso e nero (Programma Nazionale, 1954)
- La trottola (Programma Nazionale, 1965-1966)
- Su e giù (Secondo Programma, 1968)
- A che gioco giochiamo? (Programma Nazionale, 1968)
- Domenica in (Rete 1, 1976-1979)
- Buonasera con... Rossano Brazzi (Rete 2, 1980)
- Il barattolo (Rete 2, 1981)
- Gran Canal (Rete 2, 1981)
- Fantastico (Rete 1, 1982-1983)
- Il pranzo è servito (Canale 5, 1982-1993; Rete 4, 1993)
- Ciao gente! (Canale 5, 1983-1984)
- La merenda è servita (Canale 5, 1984-1988)
- Buona Domenica (Canale 5, 1985)
- La corrida (Canale 5, 1986-1997)
- Buon compleanno Canale 5 (Canale 5, 1990)
- Gran Premio Internazionale dello Spettacolo (Canale 5, 1990-1996)
- La cena è servita (Rete 4, 1992-1993)
- Sì o no? (Canale 5, 1993-1994)
- Tira & Molla (Canale 5, 1996-1998)
- Il gatto e la volpe (Canale 5, 1997)
- I.A.S. - Investigatore allo sbaraglio film TV (Canale 5, 1999)

Trasmissioni, ideate da Corrado, ancora in onda dopo la sua conduzione
- Domenica in (Rai 1)
- La Corrida (Canale 5, Rai 1, Nove)
- Il pranzo è servito (Canale 5, Rete 4, Rai 1)

### Pubblicità
- testimonial di Manzotin (1961-1962)
- testimonial di Esso (1966)
- testimonial dei prodotti di Helene Curtis (1963)
- testimonial di Poste Italiane (1967)
- testimonial di Amaro 18 Isolabella (1967)
- testimonial di Bonheur Perugina (1971)
- testimonial (e autore della sceneggiatura per Carosello) dei prodotti Nestlé (1973)
- testimonial dei prodotti Mira Lanza (1977-1981)

## Discografia

### Album
- 1966 – Corrado racconta Pollicino e Il gatto con gli stivali (RCA Italiana Vik, LP)
- 1983 – Carletto (Durium Start, LP) con I Piccoli In Blue Jeans
- 1983 – Sei contento papà!!! (Durium Start, LP) con I Piccoli In Blue Jeans
- 1996 – Ritmo salsa

### Singoli
- 1960 – Corrado racconta Pollicino (RCA Italiana) (7")
- 1960 – Corrado racconta Il gatto con gli stivali (RCA Italiana) (7")
- 1976 – In confidenza (Warner Bros.) (7")
- 1977 – Conta e canta con Corrado: Le Tabelline (Antoniano/Ri-Fi) (7", 5 dischi, con il Piccolo Coro "Mariele Ventre" dell'Antoniano)
- 1978 – Il leone/Levati le scarpe (Patto Records, PS 04, 7")
- 1979 – Charlie è una lenza/Charlie è una lenza (Versione Strumentale) (Patto Records, PS 06, 7")
- 1983 – Carletto/Carletto (Versione Strumentale) (Durium, Ld Al 8148, 7") di Corima, Stefano Jurgens, Romano Bertola
- 1983 – Sei contento papà!!! (Durium, Ld Al 8173, 7") con Carletto

### Brani scritti per altri artisti
| Anno | Titolo                       | Autori                                                                                        | Interpreti                     |
| ---- | ---------------------------- | --------------------------------------------------------------------------------------------- | ------------------------------ |
| 1965 | Anche se tu                  | Aldo Buonocore, Corima, Giulio Perretta                                                       | Marisa Del Frate               |
| 1966 | Deve Essere La Nostra Estate | Corima, Marcello De Martino, Giulio Perretta                                                  | Paul Anka                      |
| 1966 | Come una trottola            | Corima, Giulio Perretta, Edoardo Vianello                                                     | Sandra Mondaini                |
| 1967 | 'A Canzona                   | Corima                                                                                        | Robertino e Bruno Venturini    |
| 1967 | Ci vuole poco                | Corima, Giulio Perretta, Franco Pisano                                                        | Rita Pavone                    |
| 1968 | Tante Prossime Volte         | Corima, Marcello De Martino, Giulio Perretta                                                  | Little Tony                    |
| 1968 | Non prenderla sul serio      | Corima, Marcello De Martino, Giulio Perretta                                                  | Carmen Villani                 |
| 1969 | A che gioco giochiamo?       | Guido Castaldo, Corima, Marcello De Martino, Franco Torti                                     | Jimmy Fontana                  |
| 1977 | Ma... Se...                  | Nello Ciangherotti, Corima, Giulio Perretta                                                   | Dora Moroni                    |
| 1977 | Felice                       | Nello Ciangherotti, Corima, Giulio Perretta                                                   | Dora Moroni                    |
| 1977 | Viva ditone                  | Nello Ciangherotti, Corima, Giulio Perretta                                                   | I nostri figli di Nora Orlandi |
| 1980 | M'ama no                     | Corima, Gianni Meccia, Stefano Jurgens, Luciano Viezzi, Bruno Zambrini                        | Milena Caso                    |
| 1981 | Beng!!!                      | Pino Calvi, Corima, Stefano Jurgens, Sergio Paolini, Stelio Silvestri                         | Patrizia Pellegrino            |
| 1981 | Chewing gum                  | Gustavo Verde, Depsa, Corima, Stefano Jurgens, Franco Fasano                                  | Franco Fasano                  |
| 1996 | Eo Eo                        | Stefano Jurgens, Corima, Stefano Santucci, Danilo Aielli, Massimo Calabrese, Marco Rinalduzzi | Luca Laurenti                  |

## Pubblicazioni
- ... E non finisce qui (con Piero Magi), Mondadori, 1999.

## Riconoscimenti
- 1977 Telegatto per Domenica in
- 1983 Chianciano Premio Critica radiotelevisiva Miglior presentatore televisivo con Fantastico 3
- 1983 Firenze Premio internazionale Le Muse miglior personaggio televisivo
- 1983 Disco d'oro vincitore con il brano Carletto
- 1985 Telegatto Miglior quiz TV con Il pranzo è servito
- 1987 Telegatto I magnifici sette
- 1990 Telegatto Personaggio maschile dell'anno
- 1991 Telegatto Personaggio maschile dell'anno
- 1994 Telegatto speciale per i 50 anni di carriera in TV
- 1998 Telegatto Trasmissione dell'anno con La corrida
- 1995 vincitore del Premio Barbarossa di Amelia
- 2008 Premio alla memoria di Corrado del Festival Nazionale Cinema Teatro e Televisione del Comune di Villa Basilica (Lucca) e Associazione Firenze Promuove

## Trasmissioni e film su Corrado
- Solo Corrado di Enrico Mentana (1999)
- Raiuno ricorda Corrado di Paolo De Andreis (1999)
- Novecento di Pippo Baudo (2000)
- Il grande Corrado di Marco Giusti (2002)
- Corrado... e basta! da La Storia siamo noi di Giovanni Minoli (2008)
- Corrado Mantoni da Vite straordinarie di Elena Guarnieri (2009)
- Figu - Album di persone notevoli, un programma di Peter Freeman e Alessandro Robecchi (2011)
- Destini Incrociati su Corrado e Roberto Pregadio, un programma di Radio 24 (2011)
- Italiani - Corrado, con presentazione di Paolo Mieli per Rai Storia e Rai Cultura (2019)
- Omaggio a Corrado - La Corrida (di Corima). Ultima puntata della trasmissione dello storico presentatore, riproposta nel ventennale della sua scomparsa su Canale 5 (8 giugno 2019)
- nel film per il cinema Permette? Alberto Sordi di Luca Manfredi (2019) l'attore Stefano Skalkotos interpreta Corrado, quando negli anni Quaranta scoprì Alberto Sordi.
- Vite che non sono la tua su Corrado di Dario Salvatori su Rai Radio 3 (2021)
- Quel genio di Corrado di Luca Rea da Techetechetè per celebrare il centenario della nascita dell'artista su Rai 1 (2024)

## Onorificenze
- Cittadinanza onoraria Tiburtina (1983)